# Hierophis
Hierophis es un género de serpientes de la familia Colubridae que incluye tres especies propias del Mediterráneo europeo.

## Especies
- Hierophis cypriensis
- Hierophis gemonensis
- Hierophis viridiflavus (Lacépède, 1789)